# Église Saint-Martin de Fleurigné
L'église Saint-Martin est un édifice affecté au culte catholique et situé à Fleurigné, dans le département d'Ille-et-Vilaine, en France. Le bâtiment est inscrit au titre des monuments historiques depuis le 17 avril 1931.

## Localisation
L'église est située en France, en région Bretagne et dans le département d'Ille-et-Vilaine, à sept kilomètres environ à l'est de Fougères, sur la commune de Fleurigné. L'édifice, cadastré AP 40, se dresse au centre du cimetière qui occupe une parcelle en forme de poire, la pointe au couchant et l'arrondi au levant, numéro 39 de la même section. Le terrain est délimité au sud et à l'est par l'avenue de Bretagne dont la courbe à 90° épouse le chevet de l'église. Celle-ci couronne un petit tertre entouré de murets où se font toujours les sépultures, des degrés rachetant une hauteur d'environ un mètre avec la chaussée au niveau des deux croisillons de l'édifice, une pente douce au sud-ouest du terrain conduisant par ailleurs à l'entrée principale.

## Historique

### La paroisse
Sous l'Ancien Régime, la paroisse de Fleurigné appartient au doyenné de Fougères, des archidiaconé et diocèse de Rennes. Demeurant dans ce  dernier après la révolution, le Concordat de 1801 la rattache au doyenné de Saint-Sulpice de Fougères de l'archidiaconé de Saint-Malo. Aujourd'hui la communauté chrétienne de Fleurigné fait partie de la paroisse de Sainte-Thérèse du Bocage Fougerais, aux doyenné et pays de Fougères, de l'archidiocèse de Rennes, Dol et Saint-Malo.

Jusqu'en 1790 l'église de Fleurigné constituât un prieuré de l'abbaye Saint-Pierre de Rillé à Fougères. L'administration de la paroisse par un religieux de cet établissement remontait au XIIe siècle, époque où les chanoines réguliers de saint Augustin s'étaient vus concéder de nombreux droits en la vairie de Fleurigné par le baron de Fougères en 1163 qui permirent tant l'édification d'une dépendance au village de Lourre que l'encadrement d'une communauté paroissiale.  

### L'église
L'église date du XVIIe siècle.

## Architecture

### Extérieur
L'église Saint-Martin de Fleurigné affecte la simple forme d'une croix latine dont les croisillons du transept et le chœur, de longueur similaire, se terminent en pans coupés, deux sacristies de plan sensiblement carré accostant le chevet.
L'élévation du bâtiment compte un unique étage. La bâtisse est construite en moellons de cornéenne, la pierre de taille en granite restant réservée à l'encadrement des portes et fenêtres ou pour en marquer les angles par un chaînage alterné de part et d'autre de l'arête. Des joints réalisés en ciment au siècle passé dénaturent malheureusement quelque peu l'esthétique grand siècle de l'édifice.
L'église présente dans son ensemble une remarquable unité stylistique, adoptant un style classique relativement sobre sinon sévère. Pour autant, certains détails trahissent des moyens financiers limités et conséquemment une exécution fractionnée. Ainsi, la corniche à modillons en granite couronnant les costales du chœur et du transept s'interrompt brusquement à la quasi jonction avec la nef, un couronnement d'un dessin beaucoup plus simple terminant les murs de la partie occidentale du bâtiment. Par ailleurs, une porte en accolade de style gothique flamboyant a été remployée dans le mur ouest de la chapelle méridionale. Enfin, les pierres de taille sont d'un module plus gros dans la nef et leur finition beaucoup plus imparfaite.

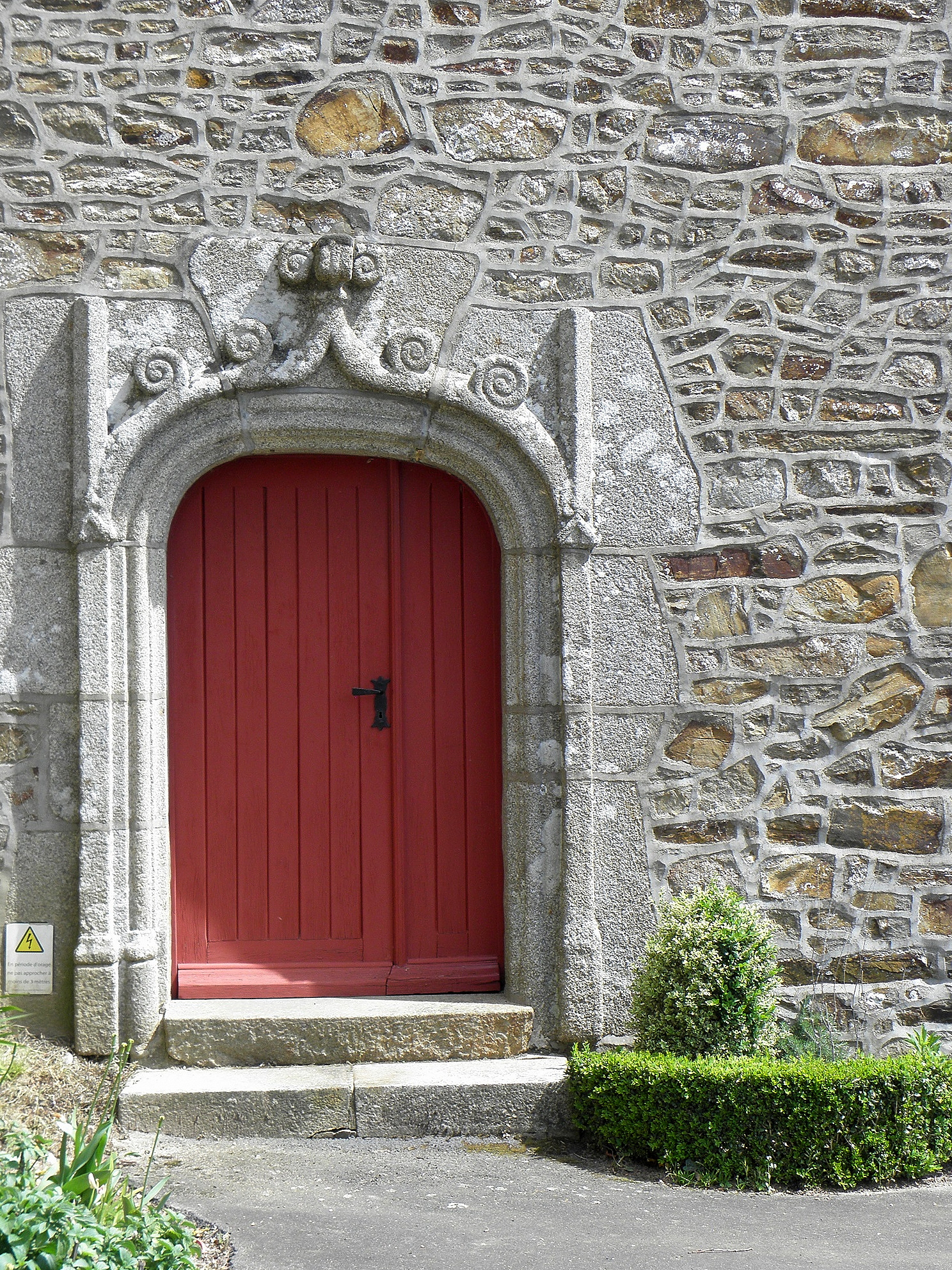
Porte gothique flamboyant en remploi.
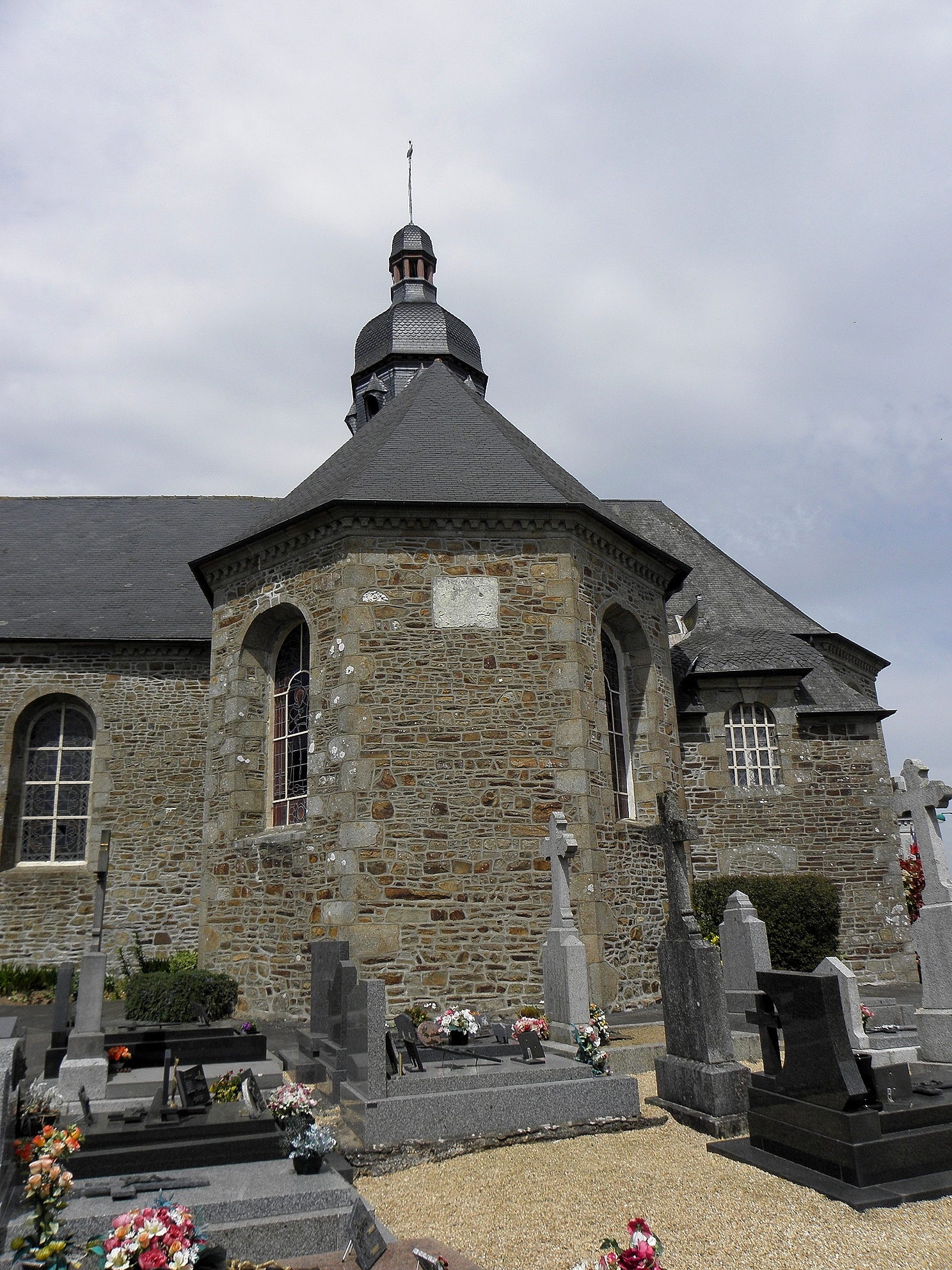
Chapelle méridionale à pans coupés.
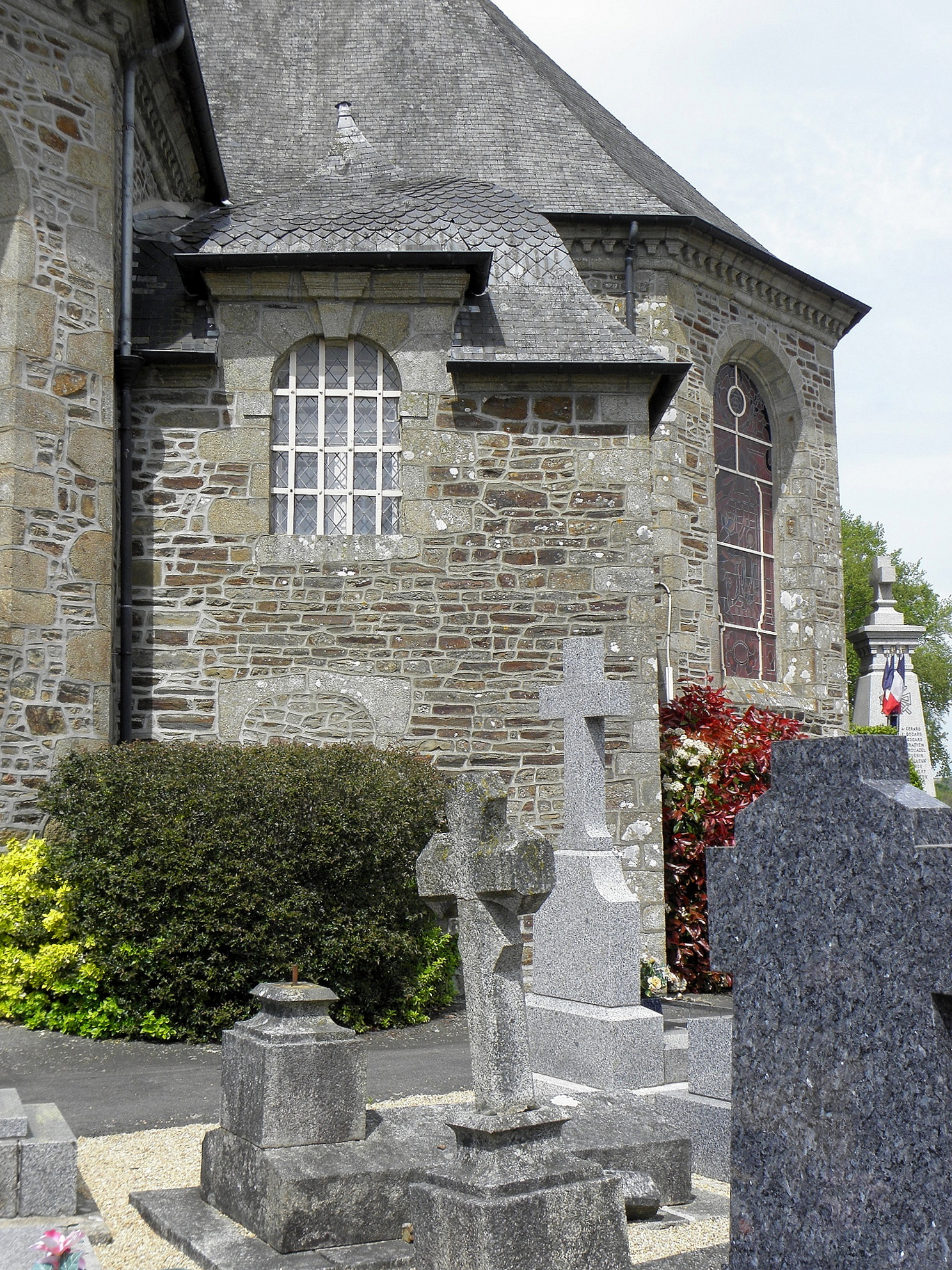
Sacristie et costale sud du chœur.

L'intérêt majeur de la construction réside dans son couvrement et plus particulièrement dans l'étagement et la variétés des formes déployées dans sa partie orientale. Aux toitures en croupe des chapelles et chœur présentant des arêtes vives répondent les formes contournées des dômes à l'impériale sommant les sacristies tandis qu'un élégant clocher octogonal, édifié à la croisée du transept, superpose deux campaniles, conjuguant lignes droites et courbes tout en concourant à la dynamique ascensionnelle de la composition. L'accès à ce dernier s'effectue par une tourelle coiffée d'un toit en poivrière située à l'angle de la nef et du croisillon nord.

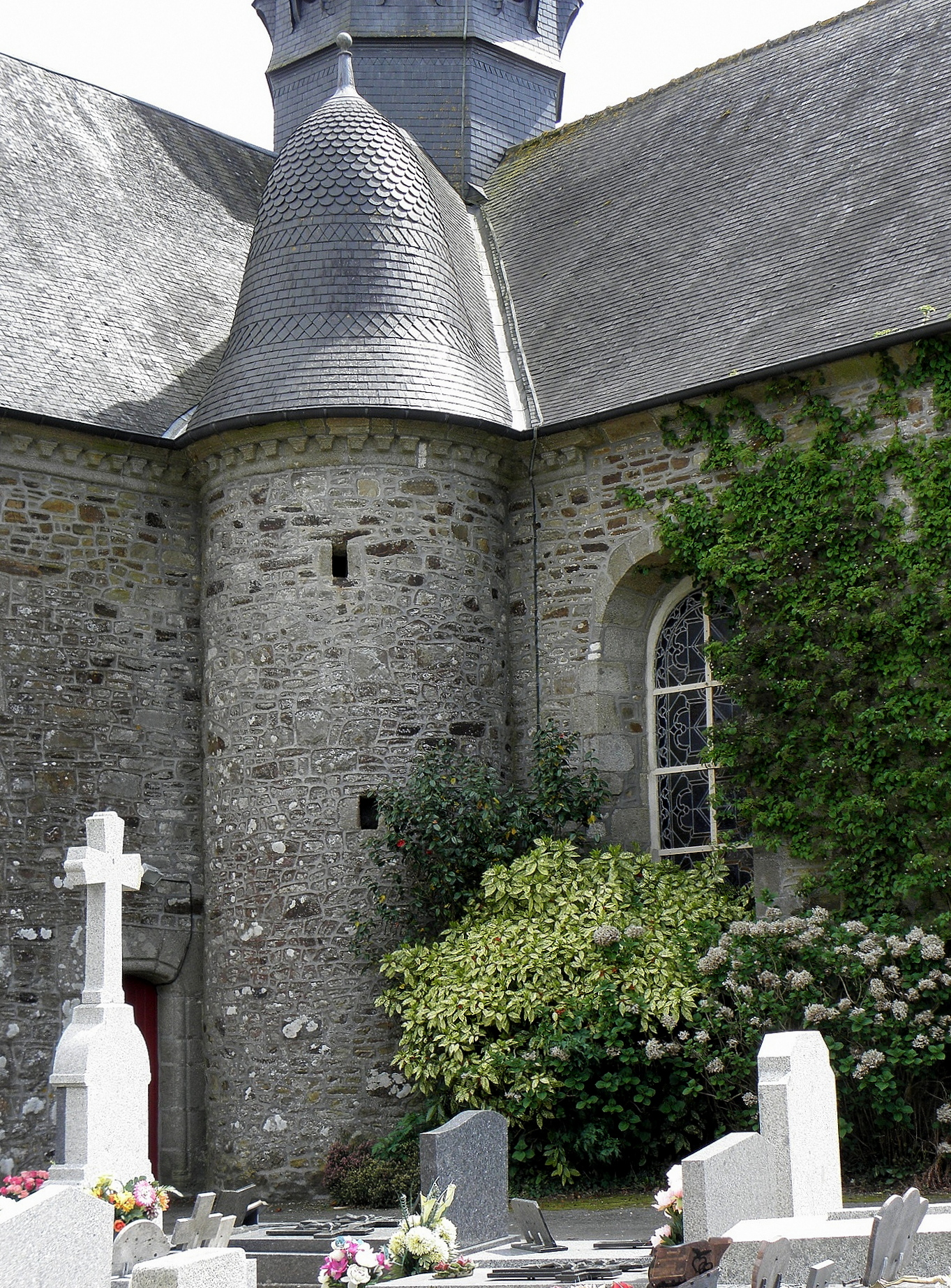
Tourelle d'accès aux combles et clocher.
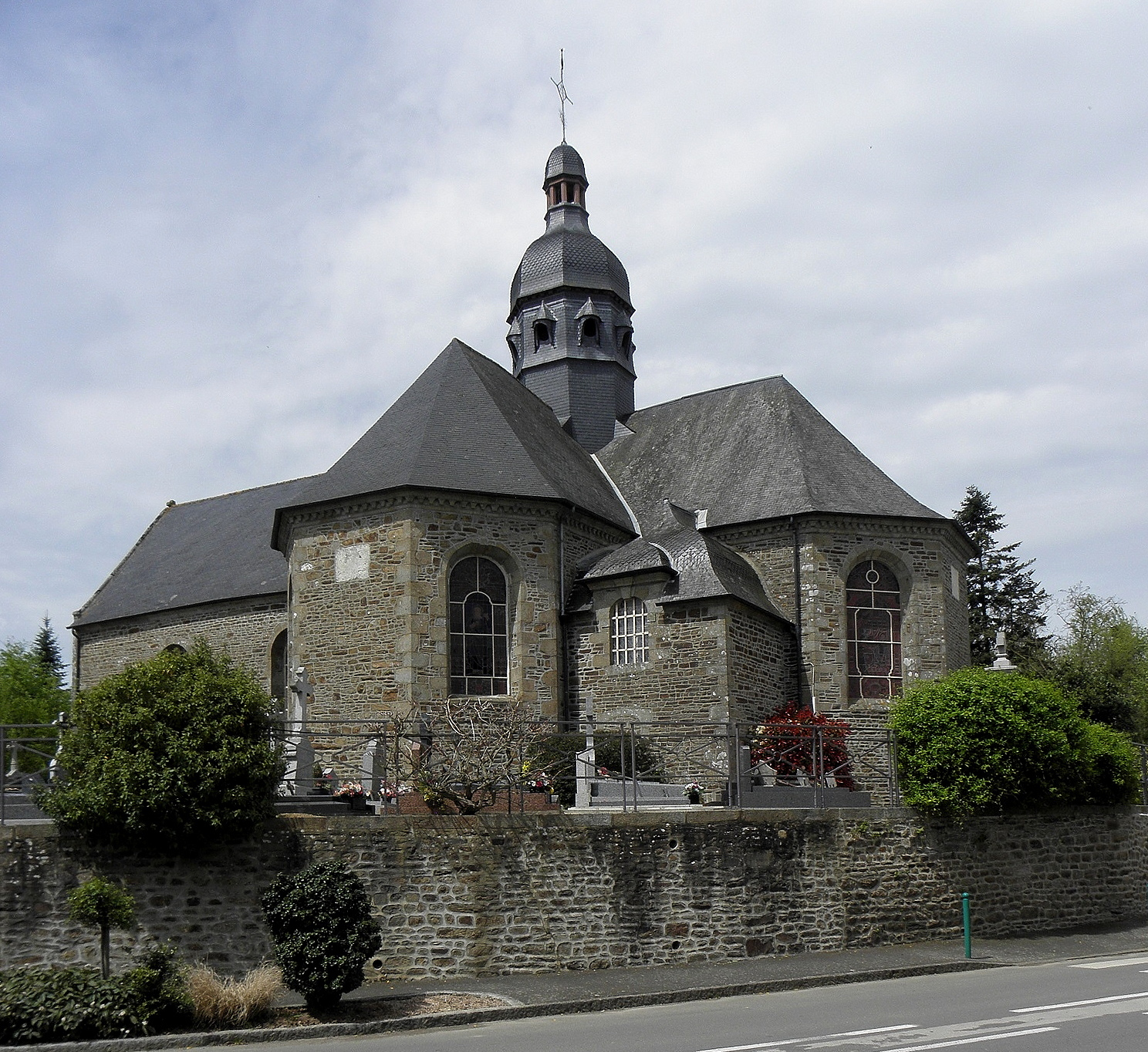
Composition recherchée des volumes et toitures du chevet.
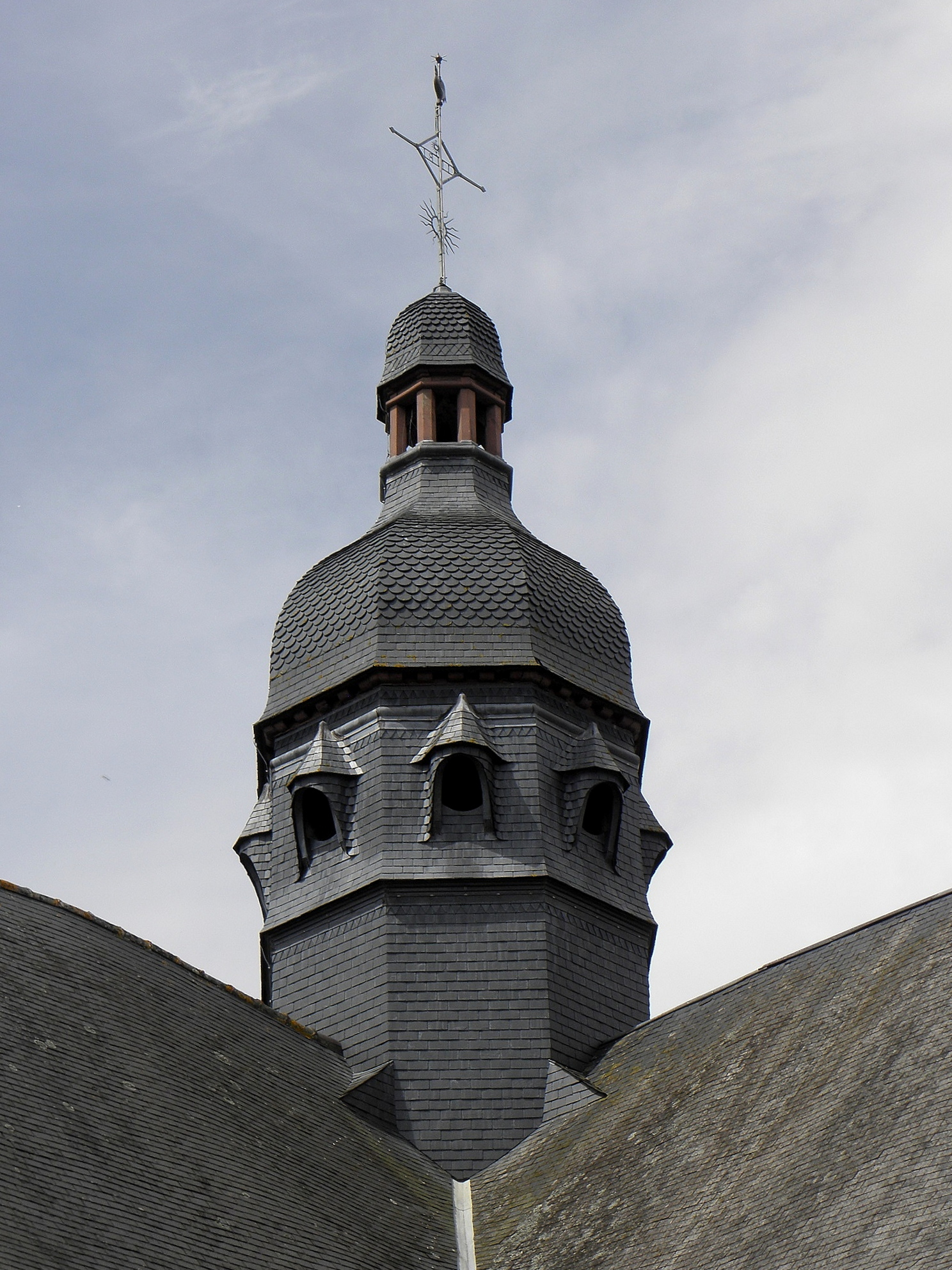
Campaniles superposés à la croisée du transept.

La façade occidentale affiche un certain dépouillement. Elle s'organise autour de la porte principale, à l'arc plein cintre sensiblement surbaissé. Ses jambages et intrados présentent, outre une stéréotomie remarquable, une forme concave recherchée. Le claveau central est orné d'un cœur transpercé sommé d'une croix. Un cordon de pierre de taille en granite, à la naissance du pignon, s'inscrit dans la continuité de la corniche qui souligne dans reste de l'édifice la naissance de la toiture. Un oculus l'interrompt, équilibrant les verticales et horizontale d'une composition datée par un cartouche portant le millésime 1769. 

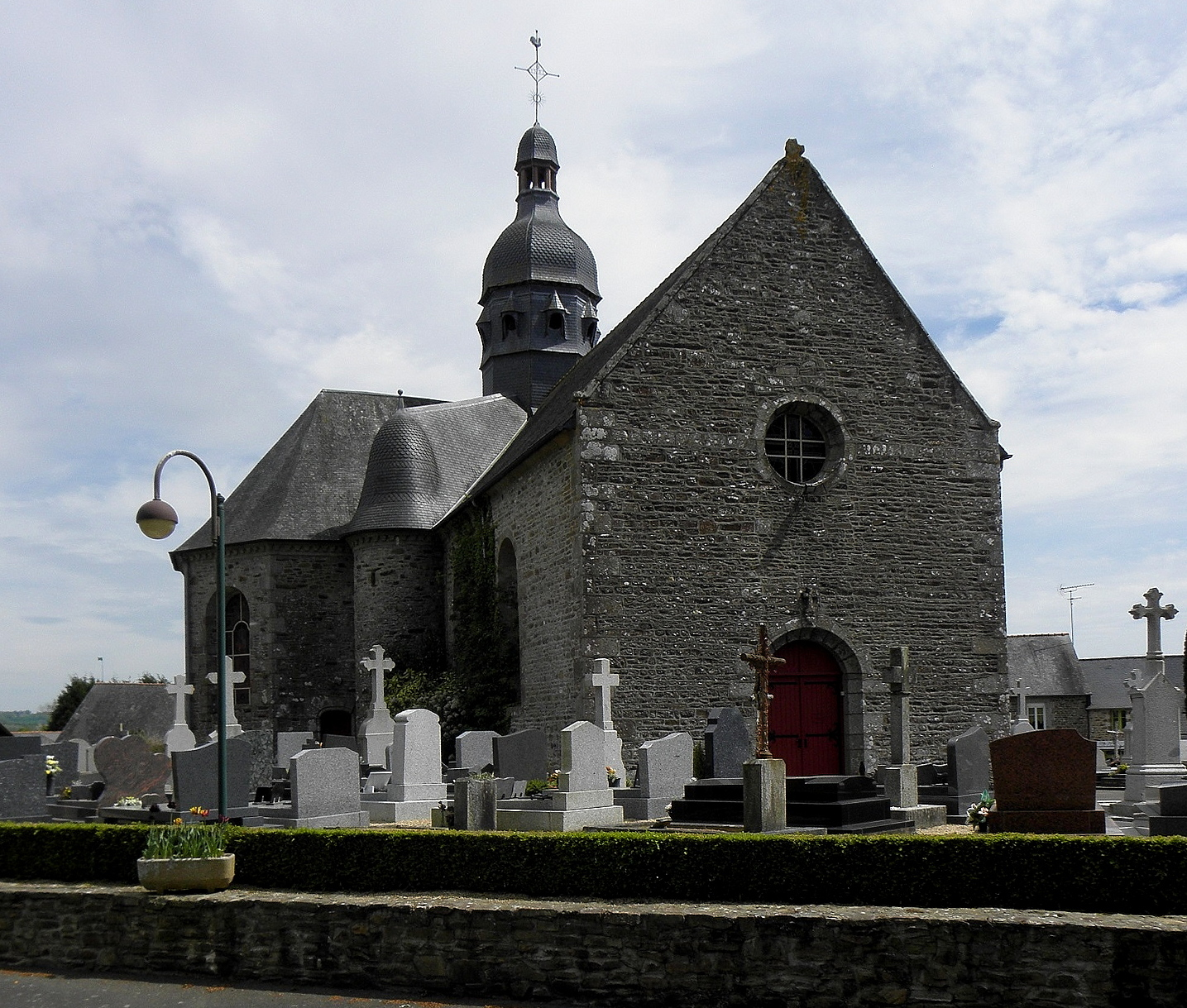
Façade occidentale de l'église.
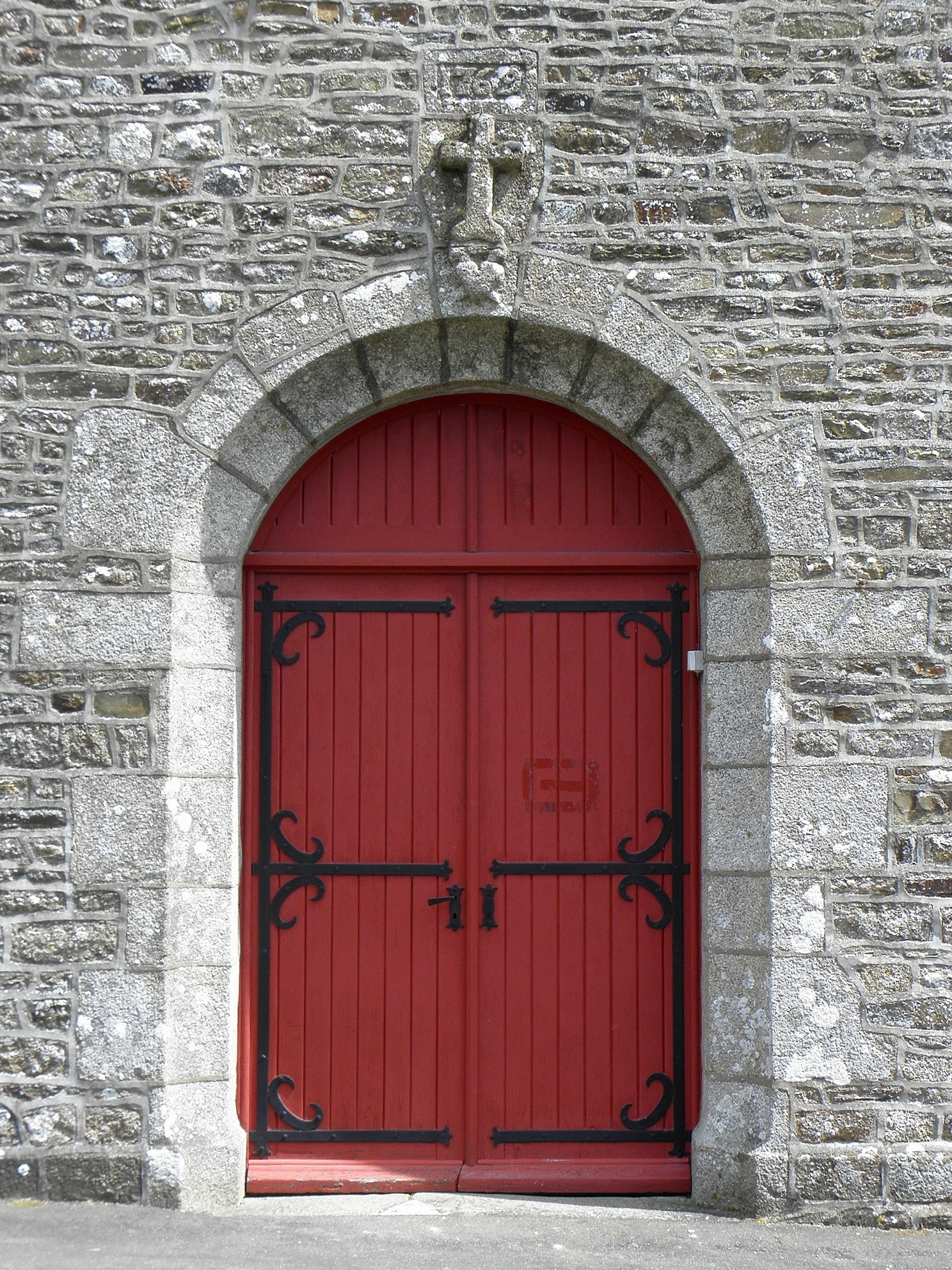
Portail occidental.
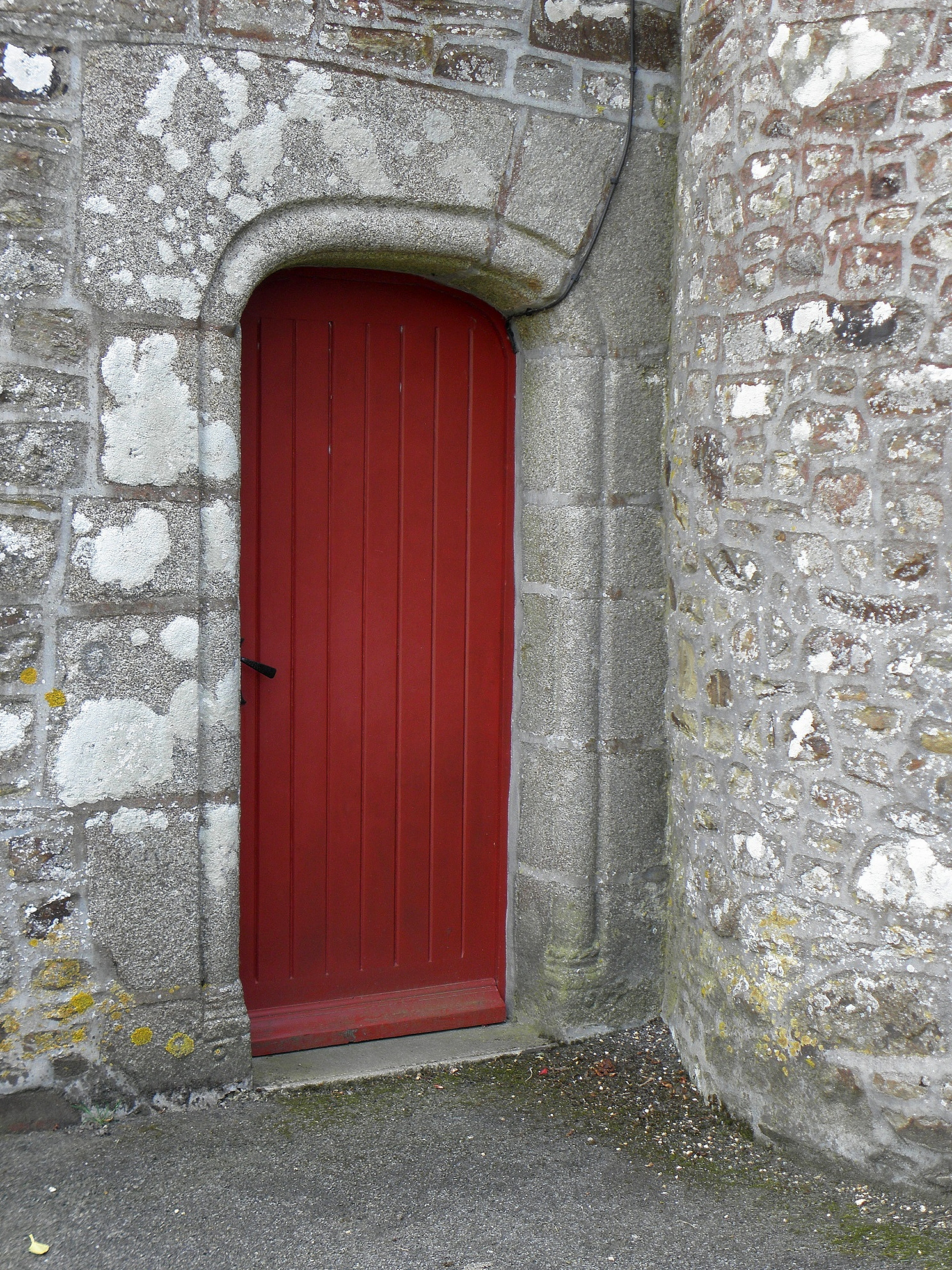
Porte de la chapelle septentrionale.

### Intérieur

#### Vitraux
L'église Saint-Martin de Fleurigné recèle un ensemble homogène de six vitraux historiés inscrits au titre d'objet, lequel fut réalisé par l'atelier rennais Lecomte et Colin en 1879-1880. Cette œuvre est localisée dans les deux bras du transept ainsi que dans le chœur, les costales de la nef accueillant chacune deux baies composées de verrières mécaniques. 
Les vitraux des croisillons ont été offerts en 1879 par les familles Le Bouteiller et Treton de Vaujuas-Langan dont elles affichent les armoiries. Sur fonds rouge se détache une architecture renaissance où un important soubassement magnifie une arcade surbaissée portée par quatre colonnes composites et couronnée d'un fronton courbe interrompu. Ce décor sert d'écrin aux saints patrons des donateurs : le Christ et sainte Élisabeth de Hongrie dans la chapelle sud, saint François d'Assise et sainte Thérèse d'Avila dans la chapelle nord.

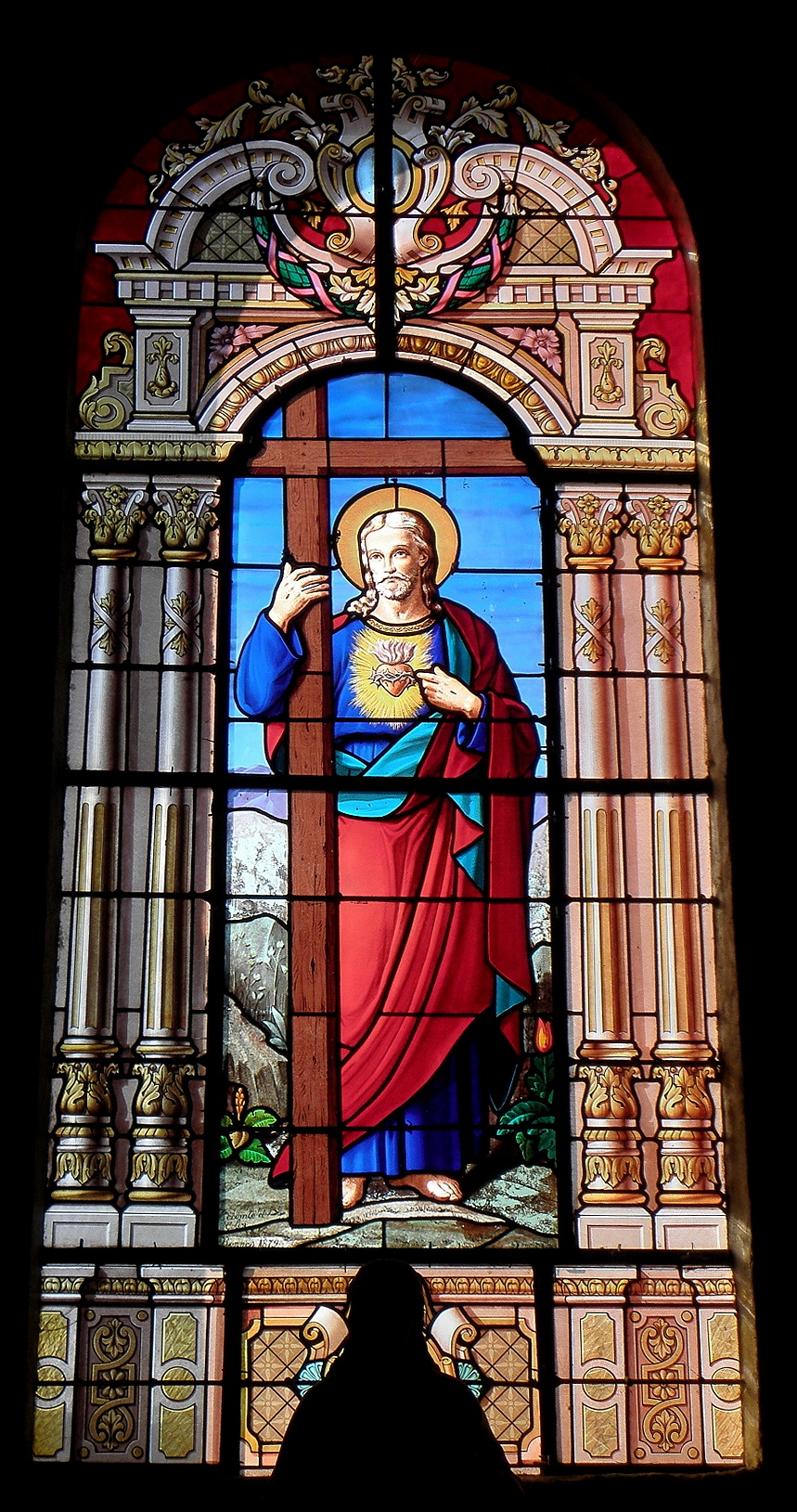
Le Sacré Cœur, saint patron du vicomte Christian Le Bouteiller (1837-1929).
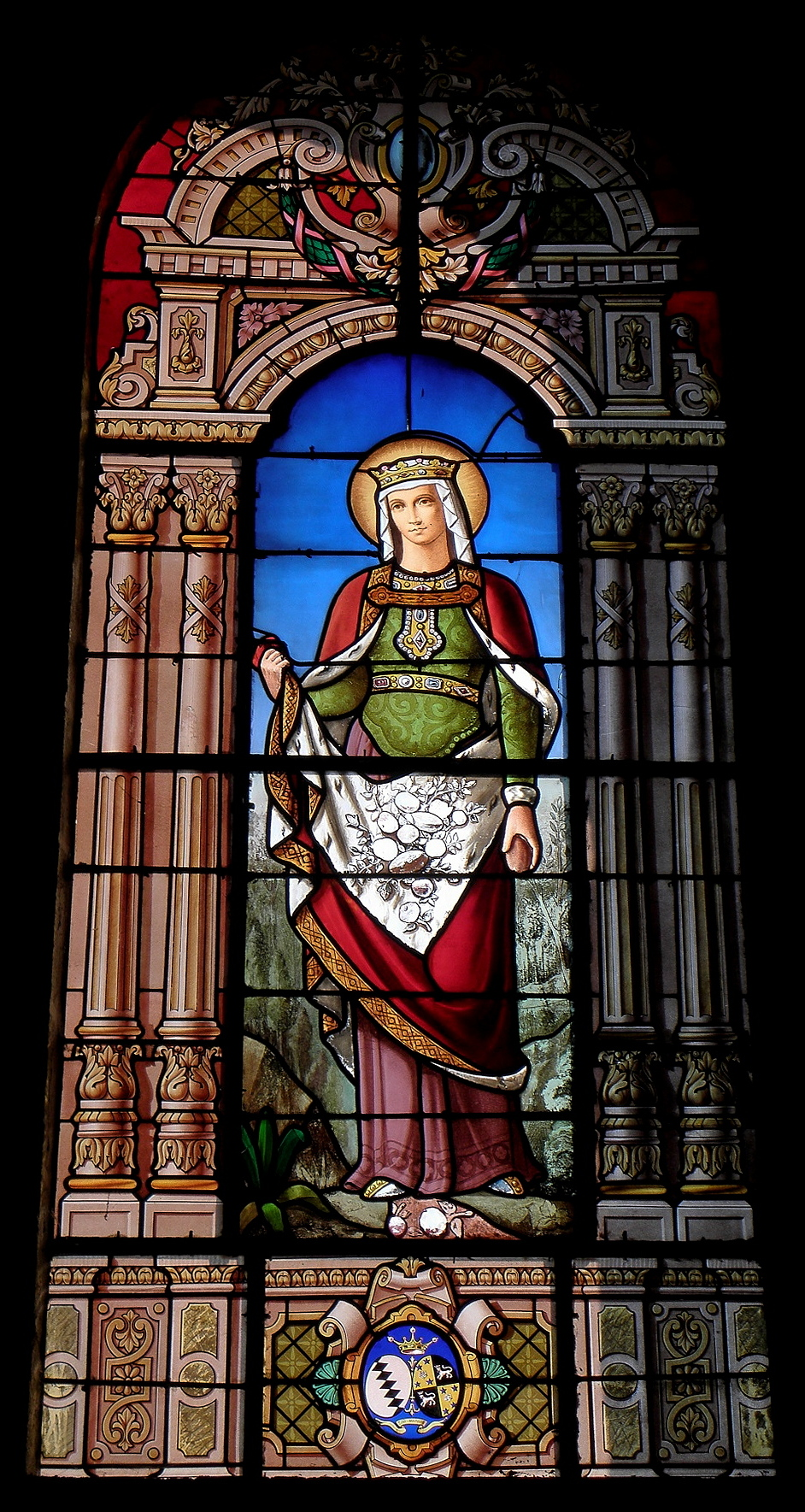
Sainte Élisabeth de Hongrie, sainte patronne de Élisa Tréton de Vaujuas de Langan (1846-1906).
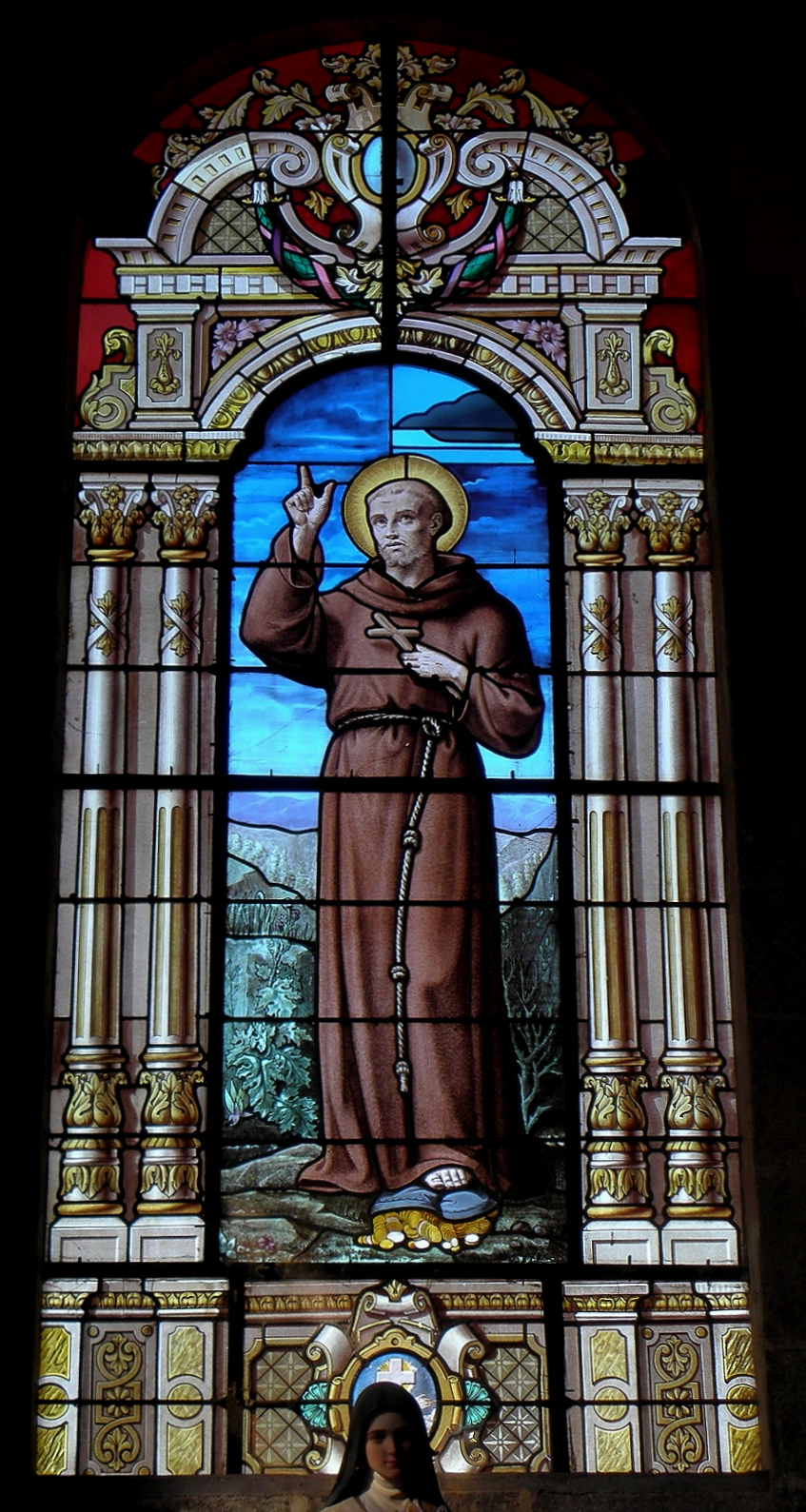
Saint François d'Assise, saint patron du vicomte François Le Bouteiller (1797-1879).
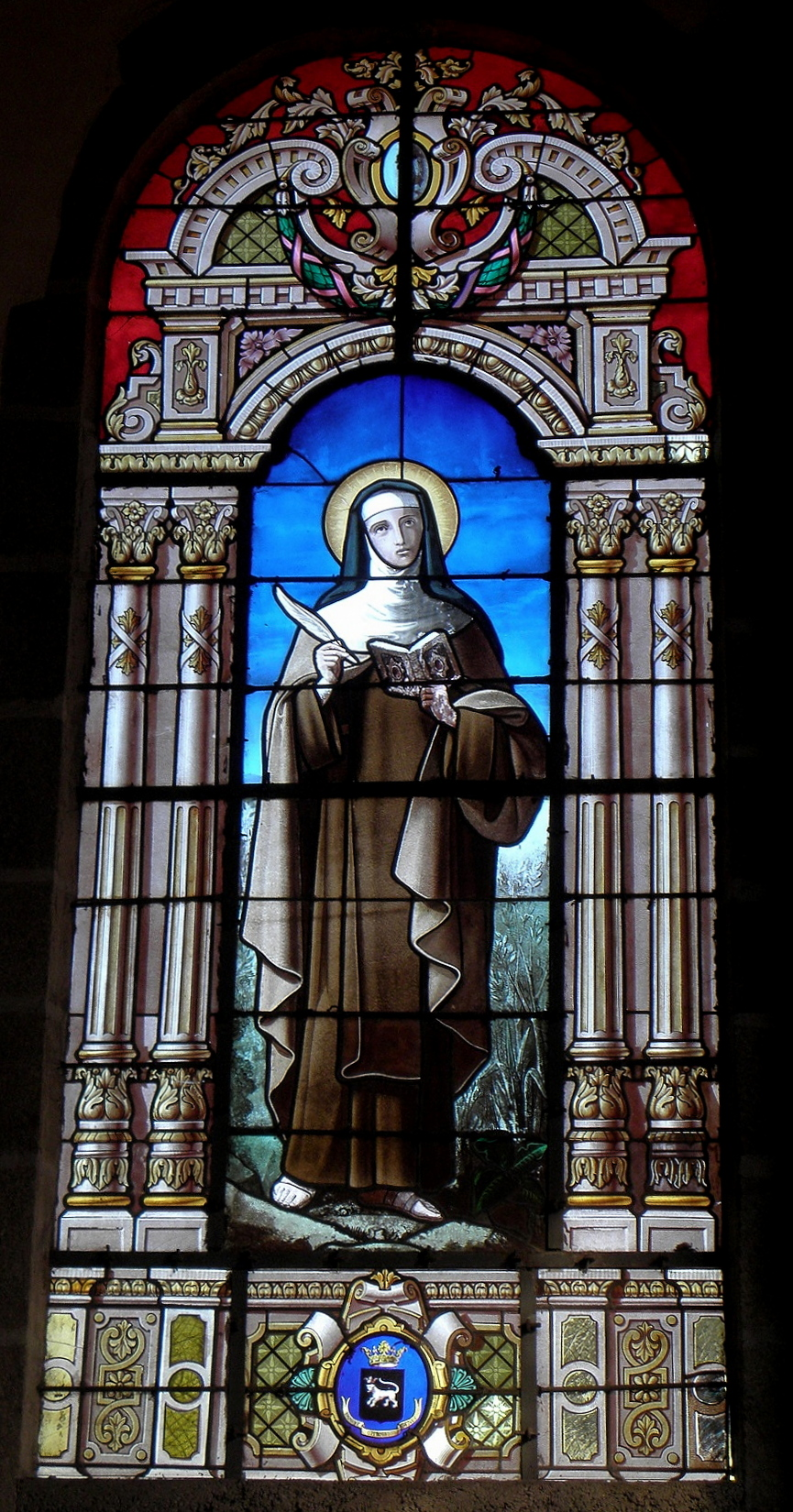
Sainte Thérèse d'Avila.

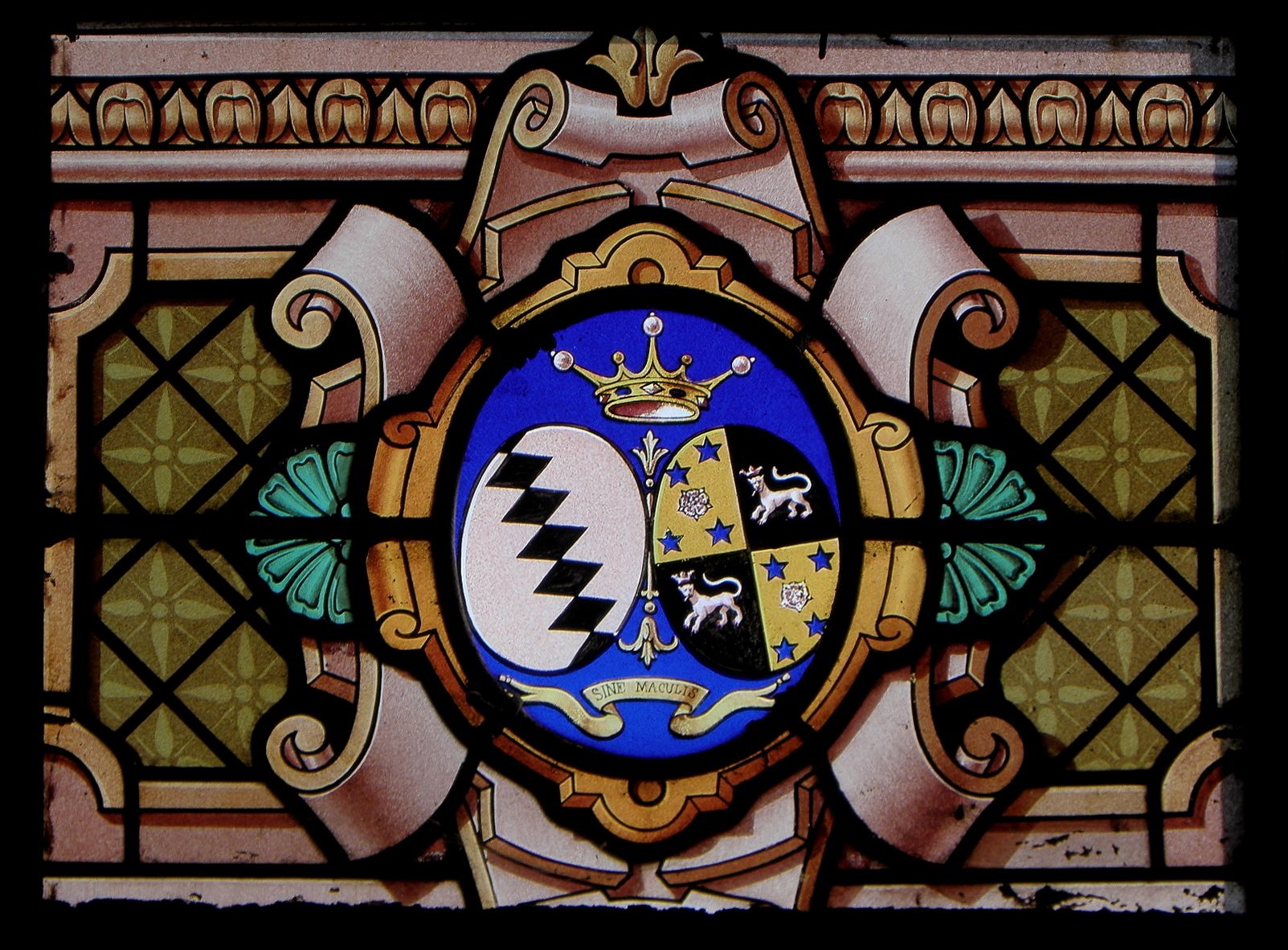
Armes d'alliance des familles Le Bouteiller et Tréton de Vaujuas de Langan.
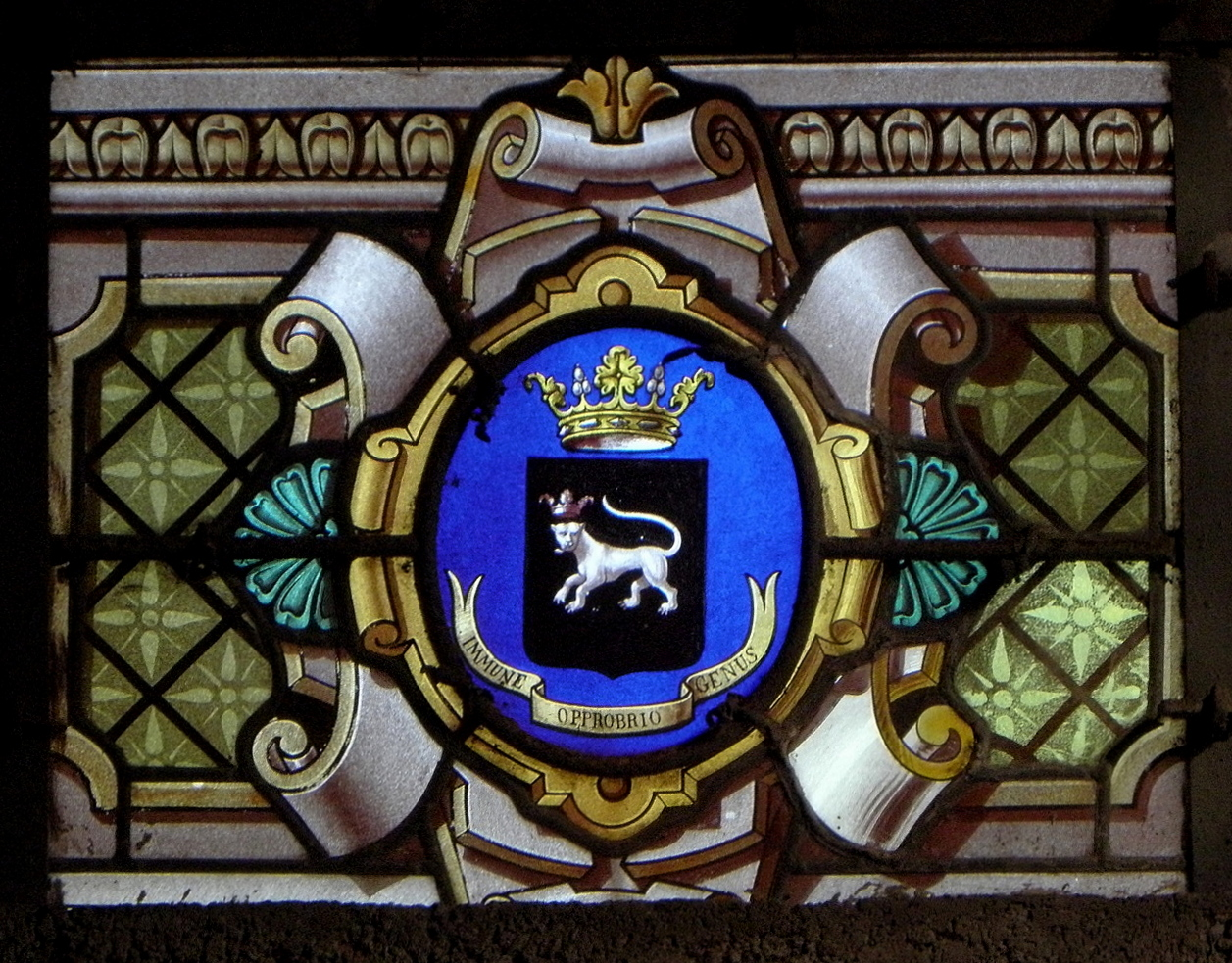
Armes de la famille de Langan.

Les vitraux du chœur datent de 1880 et présentent sur fond bleu un cadre architectural différent, permettant d'offrir à la contemplation des fidèles une scène édifiante de la vie d'un saint français. A gauche, la charité de saint Martin rappelle la dédicace de l'église. Cette verrière, offerte par les paroissiens, affiche, outre le monogramme du saint, les armes du pape Léon XIII. A droite, la présence de l'éducation de saint Louis par Blanche de Castille s'explique par le don de la verrière par Louis Tirel, curé desservant dont les initiales trouvent place dans l'imposant soubassement architecturé. Au sommet du vitrail figurent les armoiries de Monseigneur Charles-Philippe Place, second archevêque de Rennes, avant son élévation au cardinalat en 1886. 

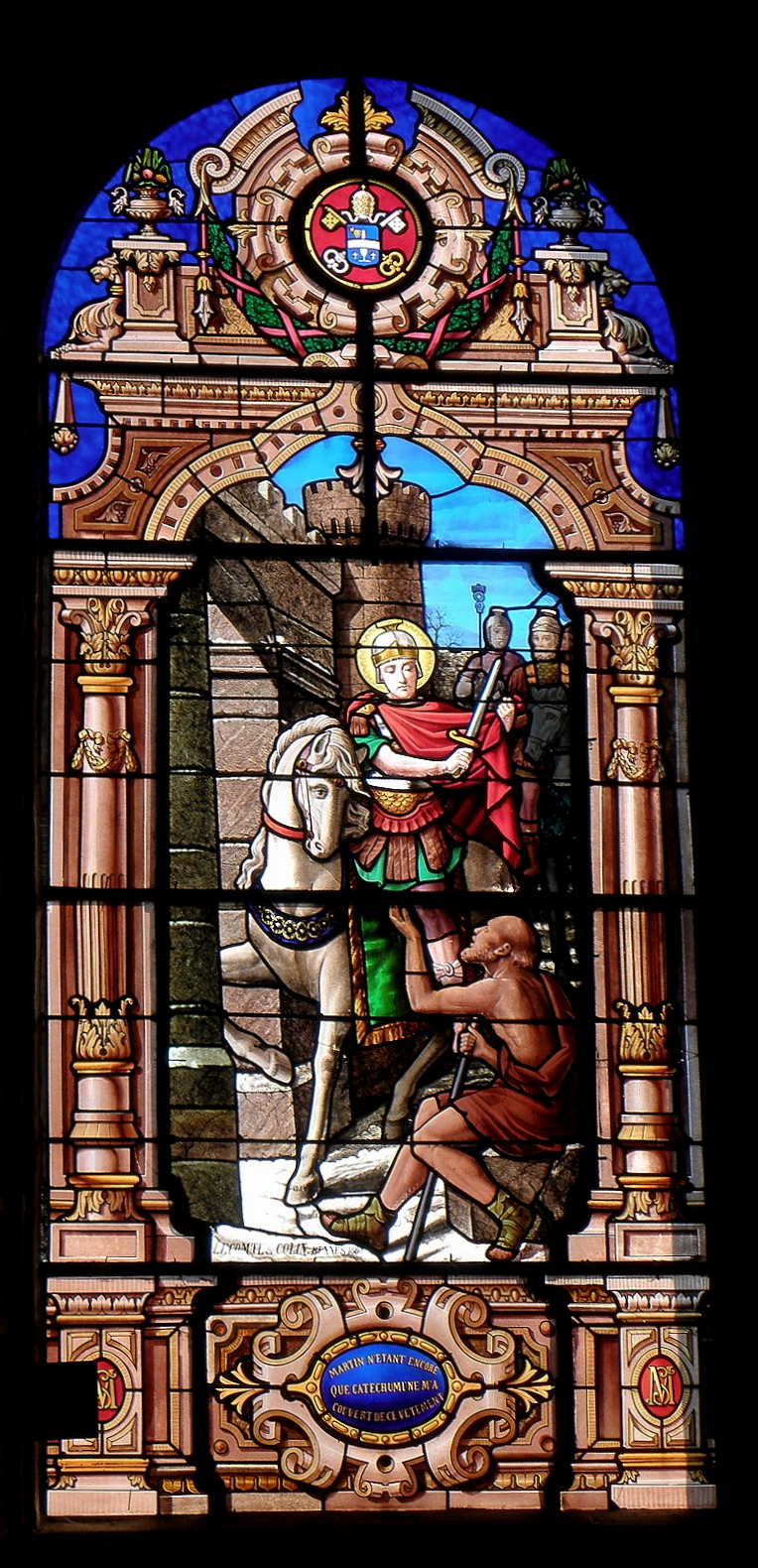
Charité de saint Martin.
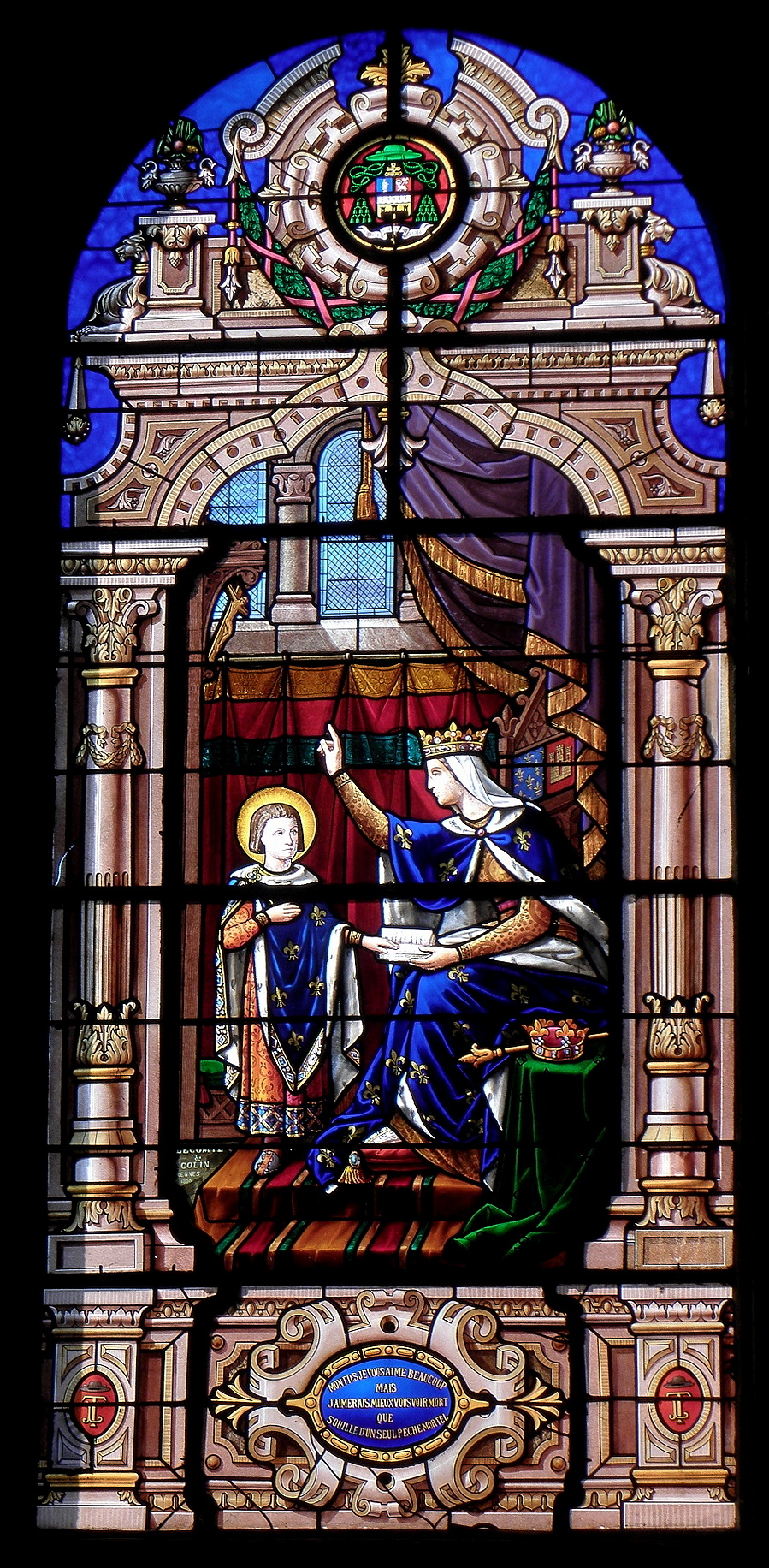
Blanche de Castille enseignant saint Louis.